# روبرت واتسون وود
روبرت واتسون وود (بالإنجليزية: Robert Watson Wood) هو كاتب أمريكي، ولد في 1923، وتوفي في 2018.